# Ministril

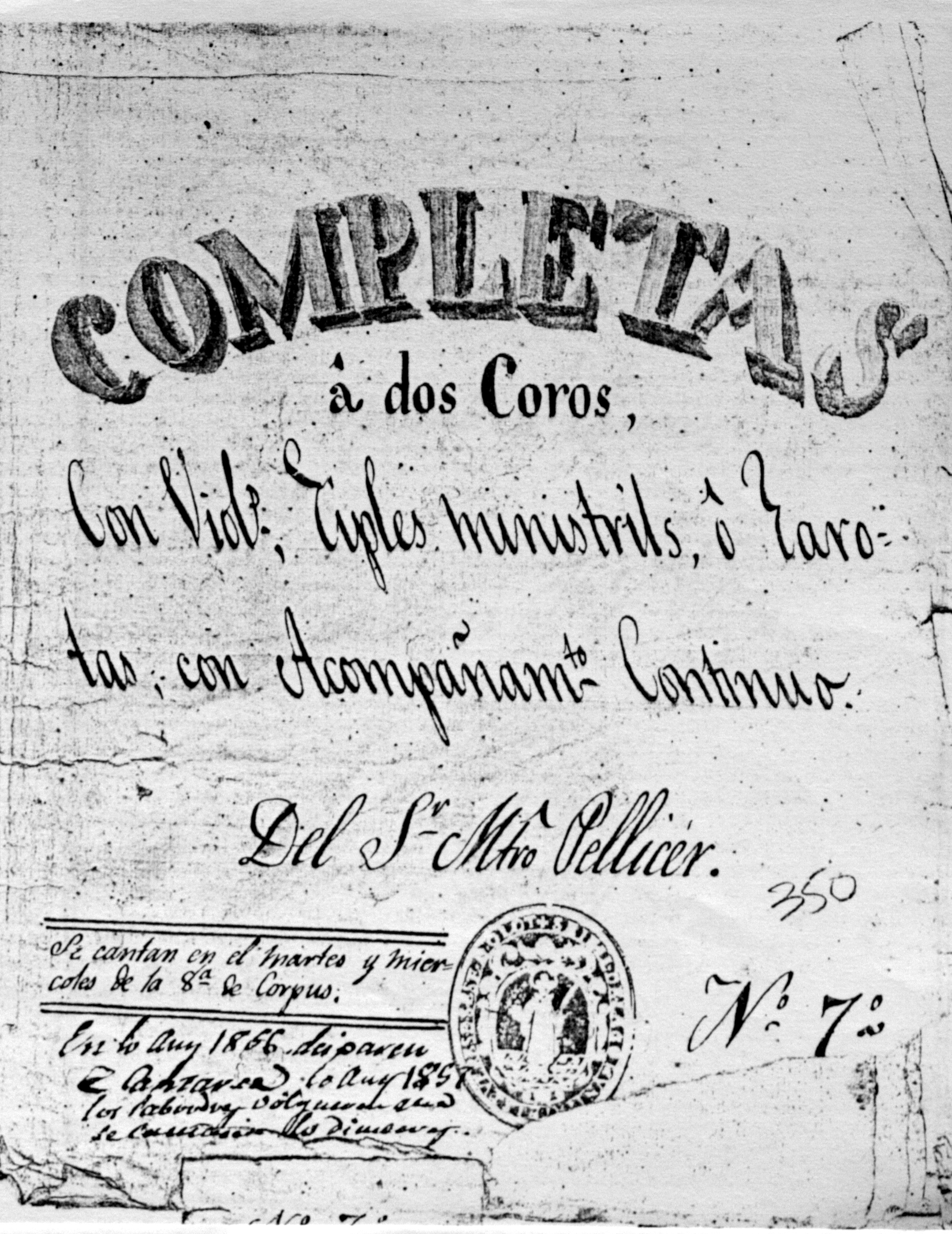
Portada de unas completas con acompañamiento de ministriles que se conserva en la parroquia de Olot.

El término ministril nace en la Edad Media para designar a los músicos que utilizando instrumentos de viento acompañaban con su música celebraciones religiosas o profanas. Según el DRAE ministril es uno de los nombres con que se denominaba a los músicos o juglares complementarios de los trovadores medievales.
 Se considera voz procedente del latín «ministerium y minister».
Al parecer, los trovadores, troveros y minnesinger, poetas cortesanos, se enorgullecían de su actividad literaria pero se avergonzaban de tocar instrumentos, por lo que de manera tradicional recurrían a los juglares para esta función de acompañamiento instrumental de sus canciones o les entregaban sus obras. Posteriormente se utilizó el término 'ministril' trastrocado como músico instrumentista, para diferenciarlo del cantor.
El término comenzó a utilizarse en Francia a comienzos del siglo XIII, cuando los juglares líricos de las cortes señoriales preferían ser llamados con la palabra menestrel, como el resto del personal que trabajaba a sueldo en las cortes, en vez del término jongleur. En el siglo XIV, este término para referirse a los músicos cortesanos se fue generalizando y extendiendo a más países.
A mediados del siglo XIV es cuando comenzó a utilizarse este nombre en la península ibérica, pero bajo la forma ministril. En el reino de Aragón se refieren con este término a tres músicos del rey de Francia que actuaron en la corte en 1340. Se fue generalizando primero en la Corona de Aragón y después en la de Navarra, quedando el término juglar para designar a los músicos callejeros y ministril a los cortesanos.
A partir de la entrada de la dinastía de los Trastámara en los reinos de Aragón y de Navarra, el término ministril fue cayendo en desuso. Así, desde la segunda década del siglo XV comenzó a ser sustituido por el de sonador para referirse a los músicos de instrumentos de cuerda, no así para los que tocaban chirimías, los cuales seguían siendo llamados ministriles.
La función principal de los ministriles era la de acompañar la danza y el canto, al menos en las Coronas de Navarra y Aragón, más afrancesadas que la de Castilla.